# José Luis Rocha (Diplomat)
José Luis Fialho Rocha (* 6. August 1956 auf São Vicente) ist ein Diplomat aus Kap Verde. Er war unter anderem kapverdischer Botschafter in Belgien, Luxemburg und den Vereinigten Staaten sowie ständiger Vertreter und Botschafter bei den Vereinten Nationen in New York City.

## Leben
Rocha begann nach dem Schulbesuch ein Studium der Politikwissenschaften an der Université catholique de Louvain, das er 1981 mit einem Bachelor abschloss. Ein dortiges postgraduales Studium im Fach Entwicklungsstudien beendete er mit einem Diplom. Im Anschluss trat er Mitte der 1980er Jahre in den diplomatischen Dienst ein und war unter anderem stellvertretender Bewilligungsbeamter beim Europäischen Entwicklungsfonds (EEF) sowie von 1991 bis 1995 Generaldirektor für internationale Zusammenarbeit im Außenministerium. Daraufhin fungierte er zwischen 1995 und 1995 als Botschafter in Belgien und Luxemburg sowie von 1999 bis 2006 als Ständiger Vertreter bei der Organisation internationale de la Francophonie (OIF).
Danach war Rocha zwischen 2007 und 2009 Generaldirektor für Außenpolitik im Außenministerium sowie von 2010 bis 2011 Generaldirektor für nationale politische Angelegenheiten und Zusammenarbeit im Außenministerium, ehe er von 2011 bis 2014 stellvertretender Außenminister war. Anschließend fungierte er von 2014 bis 2016 als Botschafter in den USA.
2016 wurde Rocha zum Ständigen Vertreter und Botschafter bei den Vereinten Nationen in New York City ernannt und übergab am 5. Dezember 2016 sein Akkreditierungsschreiben an UN-Generalsekretär Ban Ki-moon. Dieses Amt hatte er bis 2020 inne.
Rocha ist mit einer aus Kuba stammenden Anästhesiologin verheiratet und Vater von drei Kindern. Der kapverdische Künstler Kiki Lima (* 1953) ist sein Schwager.